# Wapen van Vlaardingen

Wapen van Vlaardingen

Het wapen van Vlaardingen is op 24 juli 1816 in gebruik door de gemeente bevestigd en is sindsdien niet meer veranderd, hoewel de gemeente meermaals gefuseerd is (met Vlaardingerambacht en Zouteveen).

## Geschiedenis

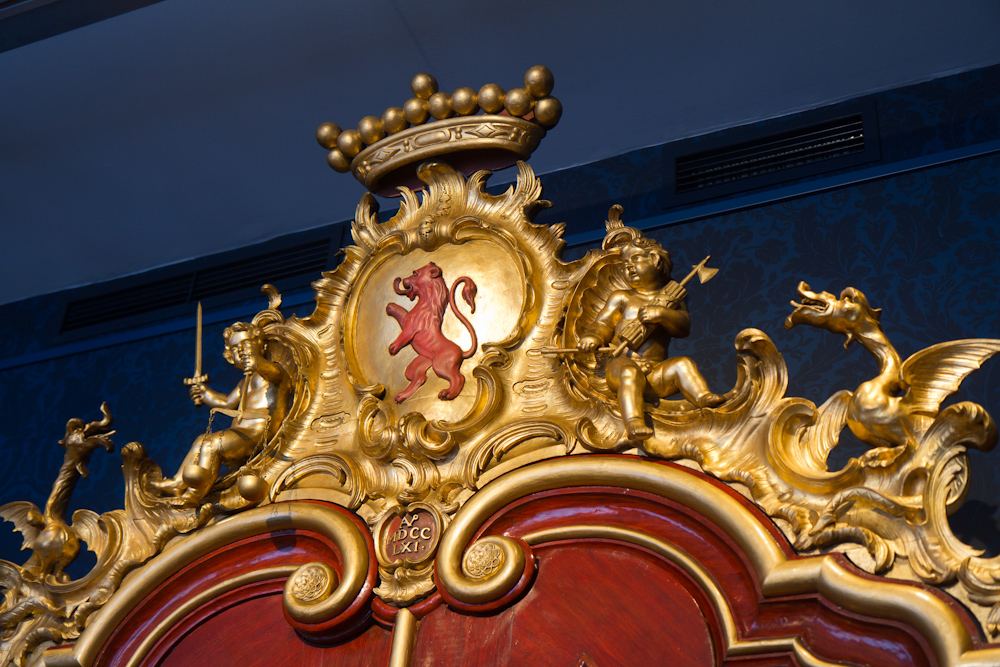
Het wapen van Vlaardingen op een kast uit 1761, te zien in het Museum Vlaardingen

Vlaardingen heeft voor 1273 stadsrechten ontvangen. De oudste bewaard gebleven vermelding daarvan is een uitbreiding op de stadsrechten die in 1273 door graaf Floris V werd verleend. Het wapen van Vlaardingen met daarin een leeuw komt echter pas in de 17e eeuw voor. Ook de griffioenen stammen uit de zeventiende eeuw. Voor deze tijd gebruikte de stad een zegel met een kogge erin. Het wapen met de leeuw is op zichzelf waarschijnlijk veel ouder. De leeuw is mogelijk afgeleid van de Hollandse leeuw. De graven van Holland hebben een grote invloed op de ontwikkeling van de stad gehad. 
Oorspronkelijk was de rode leeuw voorzien van blauwe nagels en een blauwe tong. Dit wapen was gelijk aan dat van de graven van Holland en aan het wapen van Zuid-Holland zoals dat tot op heden is.
Bij de vaststelling van alle gemeentewapens door de Hoge Raad van Adel in 1816 werd echter een ongekleurde zegelafdruk van het Vlaardingse wapen als model gebruikt. Omdat daarop het blauw niet te zien was, werd het wapen zonder blauwe nagels en tong vastgesteld.

### Variaties
Het wapen wordt in de zeventiende eeuw soms afgebeeld zonder schildhouders, in een Hollandse tuin. In de Franse tijd kreeg Vlaardingen een vrijkwartier in het wapen, dat hoorde bij een stad van de tweede klasse.
Bij de aanvraag werd in 1813 ook om een spreuk gevraagd, namelijk Grijpt naar 't eeuwig leven (1Tim 6:12). Deze spreuk werd echter niet door de stad gebruikt, maar kwam voor op het kerkelijk zegel van Vlaardingen.

## Blazoen
De beschrijving van het wapen van Vlaardingen luidt als volgt: "Van goud beladen met een klimmende leeuw van keel. Het schild gedekt met eene gouden kroon bezet met 13 paarlen en vastgehouden door 2 griffioenen. Het schild en de schildhouders rusten op een grasbegroeide heuvel van sinopel"
De achtergrond van het schild is geel met daarop een klimmende leeuw (staand op de achterpoten) welke rood is. De kroon is van goud met dertien parels. Het schild en de twee griffioenen die als schildhouders fungeren, staan op een groene heuvel.
De gravenkroon is van een oud model, dat alleen verleend wordt aan gemeenten die kunnen aantonen dat een van hun voorgangers in het verleden een dergelijke kroon op het wapen hebben gevoerd.

## Verwante wapens
De volgende wapens zijn verwant aan het Vlaardingse wapen:

Het wapen van Zuid-Holland
Het wapen van de graven van Holland
Het wapen van Vlaardingen in de Franse tijd